# СК-6 «Колос»

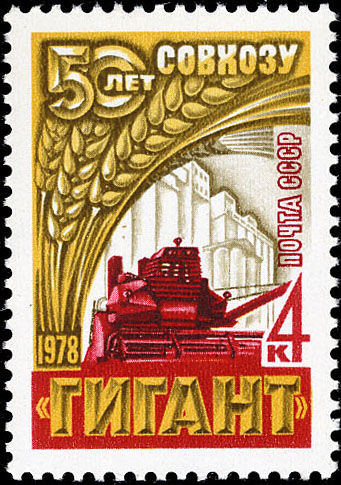
Комбайн «Колос» на почтовой марке СССР 1978 года, посвящённой 50-летию совхоза «Гигант»

СК-6 «Колос» — советский зерноуборочный комбайн, выпускавшийся Таганрогским комбайновым заводом.

## История
Разработан конструкторским бюро под руководством Х. И. Изаксона. Модель СК-6 производилась с 1973 по 1979 года.
Более распространённой модификацией «Колоса» была СК-6-II, производившаяся с 1971 по 1984 годы. СК-6-II был единственным в СССР комбайном с двухсекционным бункером — бункер разделялся на две части кабиной, находящейся по центру молотилки, а также «Колос» был первым в стране комбайном с шириной молотилки 1,5 м.
Важные технические характеристики СК-6-II:
- Масса — 9455 кг
- Максимальная скорость движения — 7,4 (рабочая) и 18,7 (транспортная) км/ч
- Бункер двухсекционный с автосигнализацией и вибрационным механизмом
- Жатка унифицирована с жаткой комбайна «Нива»
- Молотилка двухбарабанная, её ширина — 1500 мм
- Двигатель — СМД-64, 150 л. с.
- Топливный бак на 300 литров

Производились и другие модификации «Колоса»: рисозерноуборочный СКПР-6 на полугусеничном ходу для переувлажнённых районов (1971—1979), СКГ-6 на гусеничном ходу, рисозерноуборочный СКГД-6 на гусеничном ходу (1980—1984), однобарабанный СК-6А (выпускался с 1985 года).

Комбайн СК-6
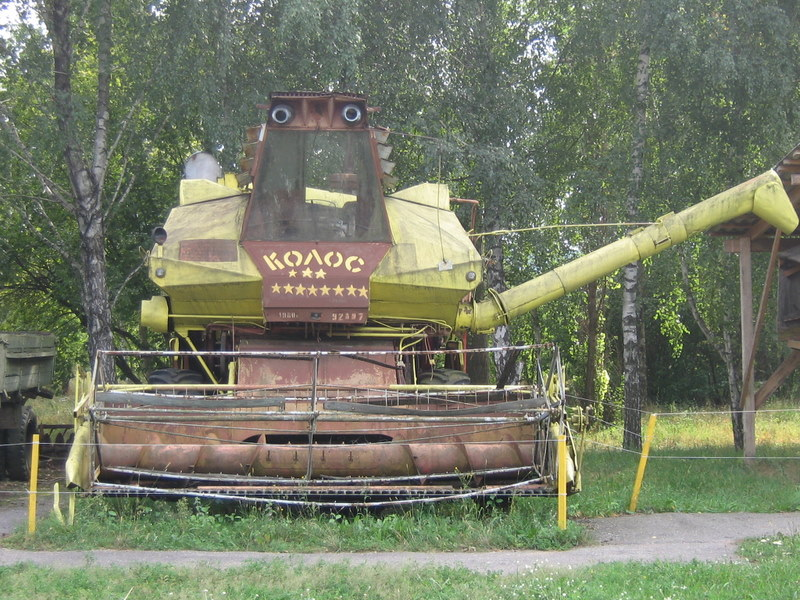
Экземпляр «Колоса» в музее
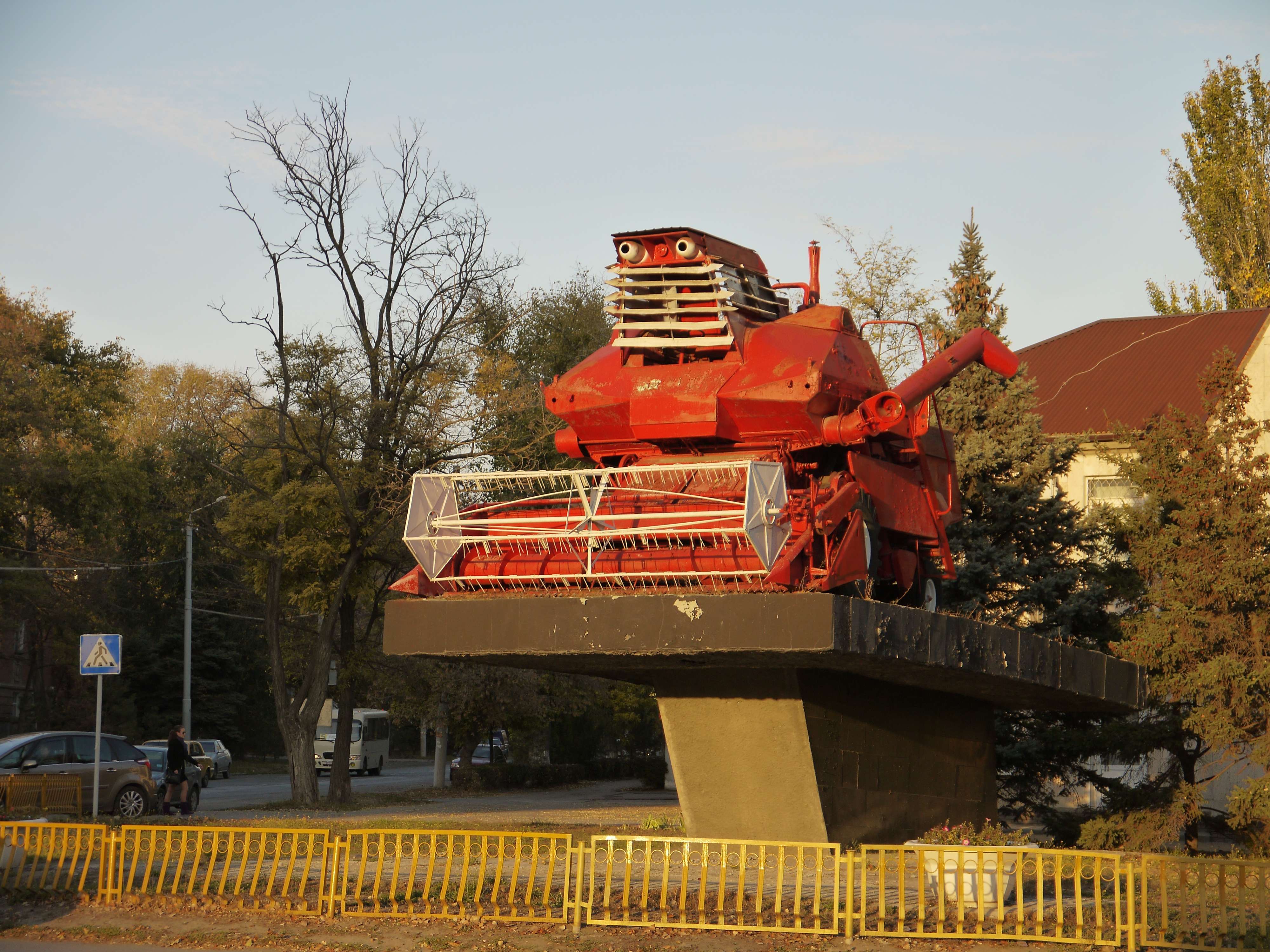
СК-6-ІІ, выпущен с № 00001 в 1971 году. Через 10 лет возвращён на завод и установлен в качестве памятника